# Voruta
Voruta pudo haber sido la capital del Gran Ducado de Lituania y del Reino de Lituania durante el reinado del rey Mindaugas en el siglo XIII. Voruta se menciona brevemente solo una vez en fuentes escritas y se desconoce su ubicación exacta. A pesar de todas las incertidumbres, el concepto de Voruta es bien conocido y bastante popular en el imaginario lituano.

## Historiografía
Mindaugas, el primer y único rey lituano coronado, se defendió en Voruta durante una guerra interna contra sus sobrinos Tautvilas y Edivydas y el duque Vykintas de Samogitia en 1251. Esta información, tomada del Códice de Hipacio, es el único mensaje grabado sobre Voruta. Un castillo de Mindaugas se mencionó en dos ocasiones más, pero no se especificó ni su nombre ni su ubicación. No está claro si estas breves menciones se referían al mismo lugar.
Sin embargo, algunos historiadores de los siglos XIX y XX la llamaron "la primera capital de Lituania" e intentaron identificar su ubicación. En total, se sugirieron catorce ubicaciones de Voruta. Otros argumentan que Voruta no era una ciudad real, sino solo una mala interpretación de una palabra que significa capital. En opinión de Kazimieras Būga, uno de los prominentes filólogos lituanos, la palabra voruta simplemente significa castillo.

## Lista de ubicaciones sugeridas

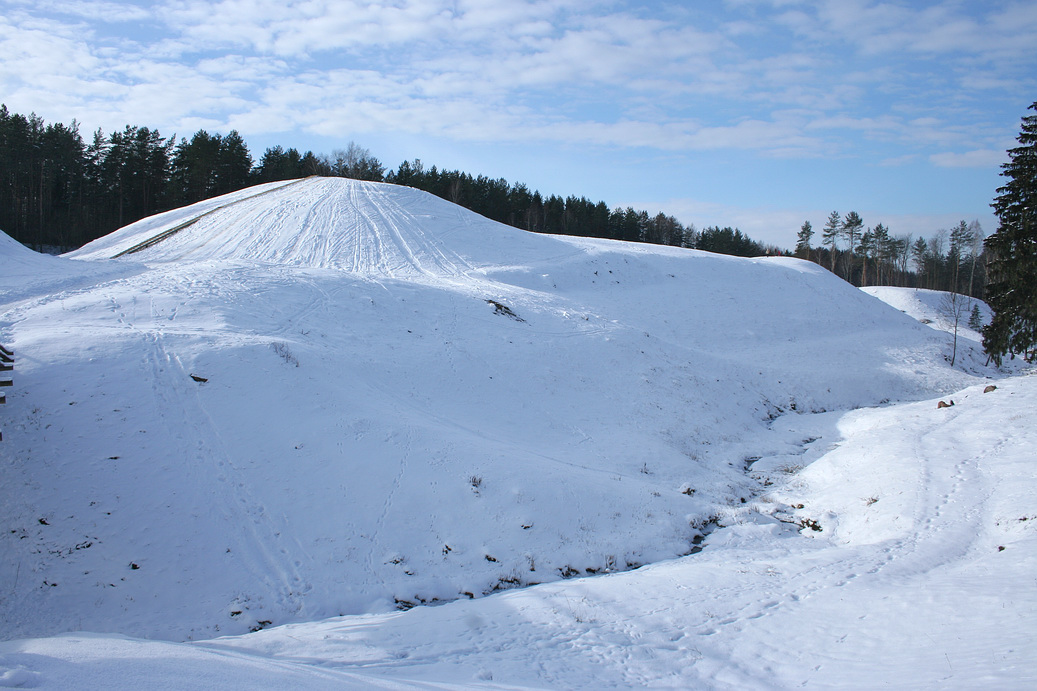
Šeiminyškėliai en el este de Lituania, uno de los presuntos sitios de Voruta.

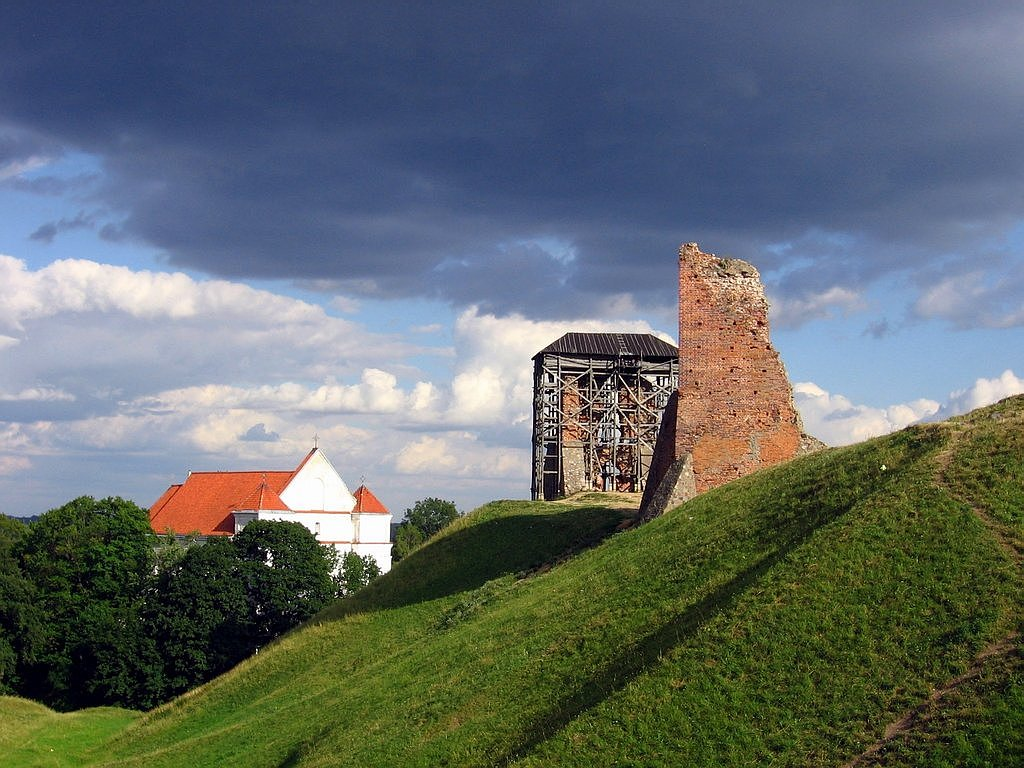
Ruinas del castillo de Navahrudak en el oeste de Bielorrusia, también un posible sitio de Voruta.

Estos sitios fueron sugeridos por varios historiadores en varias épocas:
1. Berzgainiai en el distrito de Ukmergė por Petras Tarasenka
2. Buteikiai en el distrito de Anykščiai por Kazimieras Žebrys
3. Gorodishche cerca de Navahrudak por Teodor Narbutt
4. Halshany (en lituano: Alšėnai) por Alyaksandr Krawtsevich[3]
5. Kernavė de Fryderyk Papée
6. Karelichy (en lituano: Koreličiai) por Mikola Yermalovich
7. Liškiava por Jonas Totoraitis
8. Medininkai por Evaldas Gečiauskas
9. Ročiškė en el distrito de Raseiniai por Ludwik Krzywicki
10. Šeimyniškėliai en el distrito de Anykščiai por Eduards Volters (con el apoyo de Tomas Baranauskas)[4]
11. Ūturiai en el distrito de Raseiniai por Wojciech Kętrzyński
12. Varniany (en lituano: Varnionys) en el óblast de Grodno, Bielorrusia por Juliusz Latkowski
13. Vilna por Romas Batūra
14. Área de Daugai-Varėna por Henryk Łowmiański
15. Área de Medvėgalis-Varniai por Antanas Steponaitis

Desde su publicación, algunas de las teorías se han desacreditado en gran medida.